# Cité-sziget
A Cité-sziget vagy Île de la Cité (gyakran röviden Cité) a francia főváros, Párizs központi részén, a Szajnán található természetes sziget. A közúti forgalmi dugókkal kevésbé terhelt Cité az itt található Notre-Dame-székesegyháznak és némiképp megőrzött történeti hangulatának köszönhetően a francia fővárost felkereső turisták egyik legkedveltebb célpontja az Eiffel-torony, a Louvre és a Diadalív mellett.
Az i. e. 3. századtól betelepült sziget az i. e. 1. századot követően Lutetia néven ismert római oppidum része volt. A 6. századtól kisebb-nagyobb megszakításokkal a frank, majd a francia uralkodók Párizsban itt, az évszázadokon keresztül bővített Cité-palotában rendezték be udvartartásukat, így a sziget históriája a 14. századig egybeforrt a főváros történetével. Politikai-közigazgatási szerepe mellett szakrális jelentősége is növekedett, amelyet a Notre-Dame-székesegyház 12–14. századi felépítése tett elvitathatatlanná. A 14. században a francia monarchák kiköltöztek a Cité-palotából, amely ezt követően fontos közigazgatási hivataloknak adott otthont (kincstár, kancellária, bíróságok stb.). Ezeknek és a Notre-Dame-nak köszönhetően a Cité-sziget Párizson belül mindvégig megőrizte központi szerepét, noha a főváros területe a késő középkor és az újkor folyamán dinamikusan növekedett a Szajna két partján. Arculatában a 19. század hozott nagy változást: a Cité-palota és a Notre-Dame közé ékelődött nyomorúságos lakónegyedet lebontották, s helyükbe szellős terek, impozáns középületek kerültek. 1991-től része a párizsi Szajna-part kulturális világörökségi helyszínnek.

## Fekvése

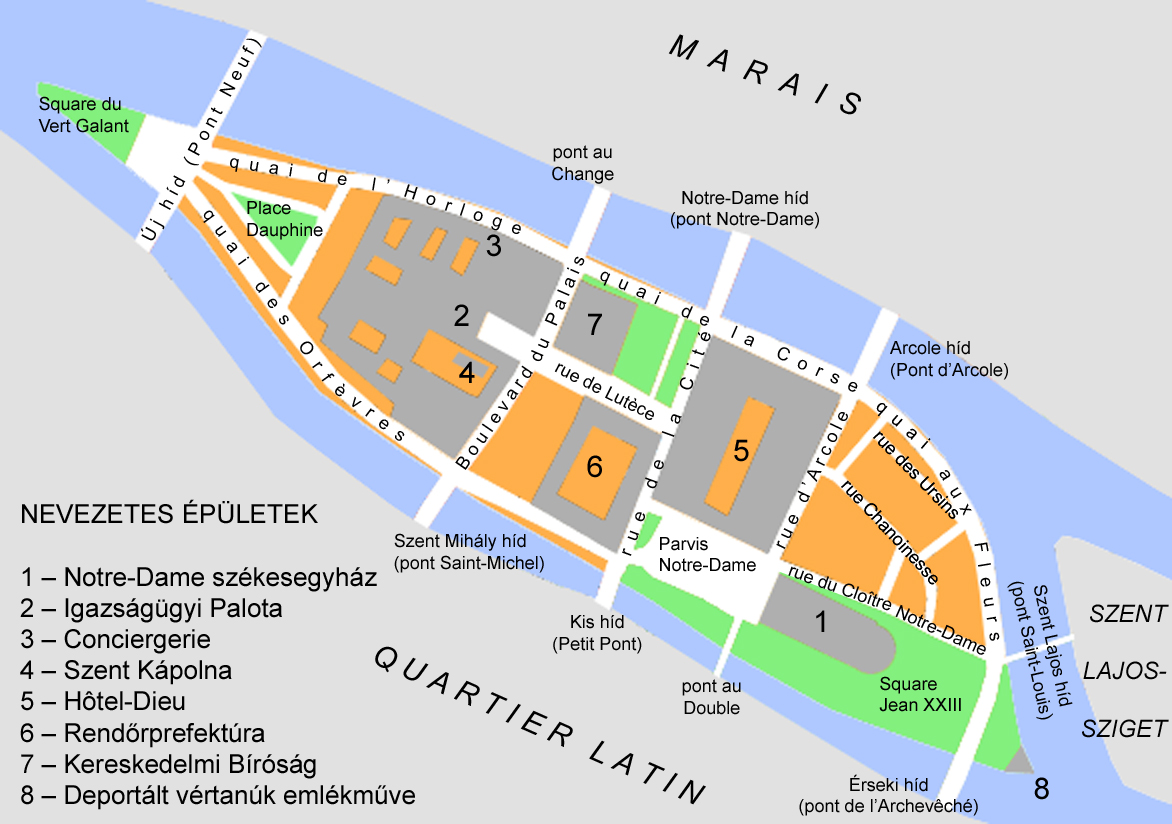
A Cité-sziget átnézeti térképe

A Cité-sziget egyike Párizs két természetes szigetének (a másik a Szent Lajos-sziget). Északnyugat–délkeleti irányban húzódik, hossza mintegy 1150 méter, legnagyobb szélessége 280 méter. Északról a Szajna főága, délről a folyó mellékága határolja. Területe az eltelt ezer esztendő során megkétszereződött, az egykor 8-9 hektáros sziget kiterjedése napjainkban eléri a 17 hektárt. Mai területe magában foglal három korábban létezett, mesterségesen a Citéhez csatolt kisebb szigetet. Az északnyugati csücskénél lévő, ma square du Vert Galant néven ismert rész a 16. század közepéig még két különálló szárazulat volt, az 1650-es években pedig a délkeleti részén álló kis szigetet építették egybe a Citével (ma square de l’Île-de-France).
Közigazgatásilag nagyobbik, délkeleti része a IV. kerülethez tartozik, a Boulevard du Palais-tól északnyugatra lévő terület az I. kerület része. A déli városrésszel négy, az északival három híd köti össze, valamint a sziget nyugati csücskén vezet át a Szajna két partját összekötő Új híd (Pont Neuf) is. Emellett a Cité felől hídon keresztül közelíthető meg a keleti szomszédságában elterülő, kisebb területű Szent Lajos-sziget is. A sziget központi részén, a place Louis-Lépine-en található a 4-es metróvonal Cité nevű megállója. A Szajna két partján további metróállomások találhatóak elérhető közelségben: északon a Pont Neuf (7-es vonal) és a Châtelet (több vonal metszéspontjában), délen pedig a Saint-Michel (4-es). Az RER gyorsvasút Saint-Michel–Notre-Dame állomása aluljárón keresztül a szigetről is megközelíthető.
A Notre-Dame-székesegyház előtti téren, a Parvis Notre-Dame-on található a 0 kilométerjelzés, azaz innen indul ki a franciaországi közúthálózat elsőrendű útvonalainak egy része.

## Elnevezése
A sziget ma közismert francia elnevezése Île de la Cité, amelynek jelentése: ’a város szigete; a városközpont szigete’. Nem tudni, pontosan mióta ismerik e néven a szigetet lakói, a közép- és újkori forrásokban mindenesetre egyaránt fellelhetőek az Isle de la Cité és Île de la Cité, valamint a latin insula Civitatis elnevezések. A középkor évszázadaitól kezdve – a szigeten felépült királyi palota okán – ezzel párhuzamosan élt az Isle du Palais, Île du Palais (’a palota szigete’) név is egészen a 19. századig, amelyet a használatból mára kiszorított az Île de la Cité elnevezés.

## Története

### A Cité az ókorban: Lutetia szigete
A Cité-szigetet szokás Párizs bölcsőjének aposztrofálni, a közkeletű vélekedés szerint ugyanis az ókori Lutetia városát ezen a jól védhető földdarabon alapították meg. A történeti források tükrében azonban a Párizs születése és korai története körüli adatok korántsem ennyire egyértelműek.
A Cité-sziget az ókorban a víz által gyakorta elöntött, alacsony fekvésű földpad volt, nyugati végénél további három kisebb szigettel. Alkalmas helyül szolgált a Szajnán való átkelésre, ezzel az észak–déli irányú galliai kereskedelmi és hadi utak fontos csomópontja volt. Mindemellett a közelben ömlenek a Szajnába (korabeli nevén Sequana) az Oise (Isara) és a Marne (Matrona) folyók is, amelyeken a korban szintén jelentékeny vízi kereskedelem zajlott. Másfelől – szintén földrajzi adottságainál fogva – vészterhes időkben itt lelhetett menedékre a környék lakossága is. Ismertek korai kelta településnyomok a szigetről, amelyek feltehetően a vidéket az i. e. 3. század közepén benépesítő, a Rajna-vidékről idevándorolt parisii törzshöz köthetőek. Ezek kezdetben kisebb halászközösségek szálláshelyei lehettek, de álltak itt kezdetleges, sáncokkal erődített települések is.

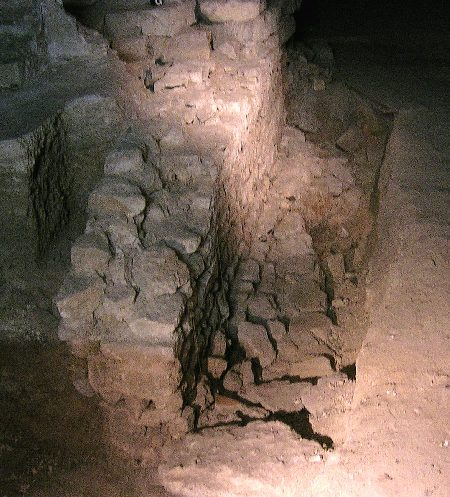
A Lutetia korabeli kikötő romjai

Korabeli forrásokból tudjuk, hogy i. e. 52-ben, a Vercingetorix gall törzsfő és Julius Caesar közötti háborúskodás idején a sziget közvetlen környezetét a parisii törzs lakta. Maga Julius Caesar a galliai hadjáratról szóló emlékirataiban a következőket írta le: „Id [ti. Lutetia] est oppidum Parisiorum, quod positum est in insula fluminis Sequanae”, azaz „Lutetia a parisiik városa, amely a Szajna folyó szigetén helyezkedik el”. A történetírás sokáig azt feltételezte, hogy ez a hely a központi helyzetű és kedvező adottságú Cité-sziget volt. Az utóbbi időben azonban az az elmélet is elfogadottá vált, hogy a parisiik pár száz méterrel délkeletre, a Bièvre folyó torkolatánál, egy mára eltűnt szigeten, félszigeten vagy földnyelven települtek le. Geológiai vizsgálatok szerint az időszámításunk előtti évszázadokban a Szajna valamivel északabbra meanderezett, s a mai Cité-sziget közelében még a kisebb vízhozamú Bièvre folyt. A Szajna későbbi, ma ismert szigetei egy hirtelen mederváltás következményeként jöttek létre: ezt követően a Bièvre már a mai Austerlitz híd (pont d’Austerlitz) környékén csatlakozott be a Szajnába, s hordalékából épültek fel a szigetek. Julius Caesar hadvezére, Titus Labienus, miután i. e. 52-ben legyőzte a parisiikat, ideiglenes tábort vert a későbbi Cité-szigeten. Ezt követően került sor a Lutetia Parisiorum nevű római város megalapítására, amelynek központja azonban a közvélekedéssel ellentétben nem a szigeten, hanem a parisii törzs egykori települése helyén, a Bièvre torkolata és a későbbi Szent Genovéva-hegy északi lankái közötti területen volt. A Cité-szigeten, a mai Notre-Dame-székesegyház helyén már e korai időben megjelentek az első kultikus épületek, a szigeten építették ki a város kikötőjét, és volt saját fóruma is, de Lutetia oppidum jelentős épületei a bal parton helyezkedtek el (fórum, amfiteátrum, termák, akvadukt). Észak és dél felé egyaránt egy-egy fahíd kötötte össze a szigetet a partokkal, nagyjából a mai Notre-Dame híd (Pont Notre-Dame), illetve a Kis híd (Petit-Pont) helyén.
A kereskedelmi utak metszéspontjában elhelyezkedő, virágzó Lutetiát 275-ben germánok dúlták fel, s később bástyákkal erődített városfalakat építettek a szigeten. A feldúlt római oppidum, Lutetia fejlődése azonban megtorpant, politikai jelentősége jószerével megszűnt. Az első adat arról, hogy a Cité-sziget fontos közigazgatási funkciót töltött be Lutetia életében, a 4. század közepéről származik. Ötéves galliai szolgálat után 360-ban intett búcsút az oppidumnak a hadvezér és későbbi császár, Flavius Claudius Iulianus, aki emlékirataiban megörökítette a lutetiai helytartó szigeten álló palotáját. Feltehetően ennek egyik festett falú szobája és míves oszlopfejezetei kerültek elő 1845-ben, az Igazságügyi palota (Palais de Justice) mellett végzett földmunkák során.

### A Cité a középkorban: királyi székhely
A frankokat egyesítő Meroving-uralkodó, I. Klodvig 508-ban a helytartói palotát bővítette tovább, s a Civitas Parisiorum (’parisii törzs városa’) néven megalapított várost tette meg a Neustria néven ismert frank részbirodalom székhelyévé. 511-ben bekövetkező halálával országát utódai felszabdalták, s Párizs is veszített a jelentőségéből, a Karolingok pedig a 8. század második felében Aquis villába (ma Aachenbe) helyezték át a királyság székhelyét.
A Karoling-korban a továbbra is frank igazgatás alatt álló Szajna-parti város politikai, katonai és szakrális központja egyaránt a Cité-sziget volt. A 9. század végén Párizs grófja, később a nyugati frankok királya, Odó – miután 886-ban sikeresen visszaverte a városra törő vikingek nyolc hónapos ostromát – némileg bővítette a Klodvig-féle palotát, amely ő és utódai rezidenciájául szolgált. Egyik leszármazottja, a 987-ben a francia királyi trónra kerülő, ezzel a Capeting-dinasztiát megalapító I. Hugó intézkedése nyomán az épületben a királyi tanács (Curia Regis) és más egyéb közhivatalok kezdték meg működésüket.

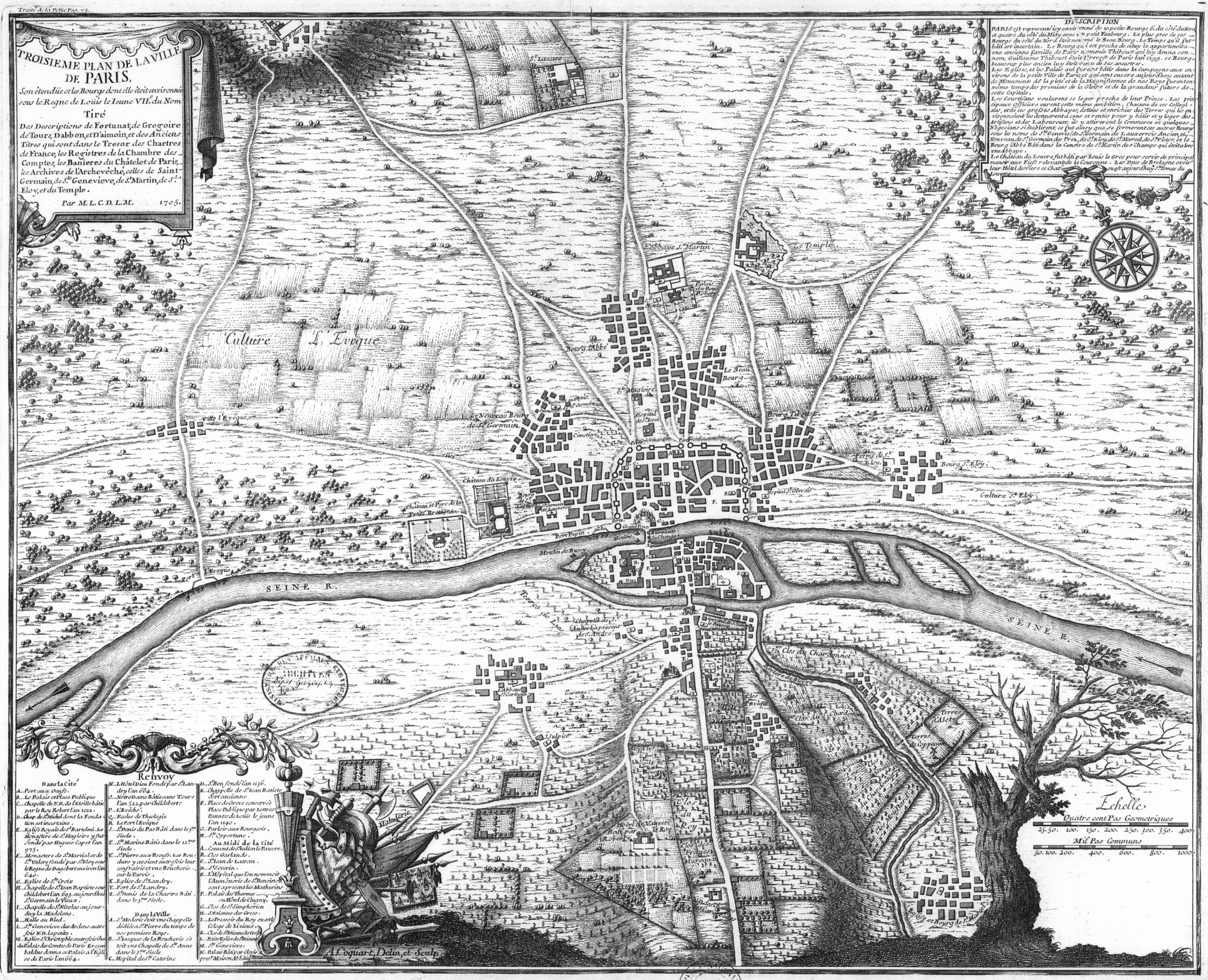
Párizs és a Cité-sziget térképe 1180 körül

Utódja, II. Róbert a 11. század elején jelentősen átépíttette, és falakkal, körtornyokkal erősítette meg a palotát. 1160 után a Szent István vértanú bazilika alapjain indult meg Maurice de Sully püspök tervei alapján a gótikus építészet egyik kiemelkedő alkotása, a Notre-Dame-székesegyház építése. A katedrális alapkövét 1163-ban, a császár és az ellenpápák elől Sens-ban menedéket lelő III. Sándor pápa fektette le, amit azután egészen 1345-ig folyamatosan építettek és a történelem során többször felújították. II. Fülöp Ágost a Cité közigazgatási jelentőségét tovább növelte, amikor a 13. század elején a királyi kincstárat és levéltárat is az épületegyüttesben helyezte el, sőt, maga is itt rendezte be párizsi udvartartását. 1241–1248 között IX. Lajos a palota udvarán, a korábban VI. Lajos által emeltetett Szent Miklós-kápolna (Chapelle Saint-Nicolas) helyén felépíttette a ma is látható Szent Kápolnát (Sainte-Chapelle). IV. Fülöp uralkodása alatt, kancellárja, Enguerrand de Marigny irányításával zajlott le 1302–1315 között a palota északi Szajna-parti szárnyának, a ma Conciergerie néven ismert tömbnek a kialakítása. Díszes termei mellett az épület nagy részében már a kezdetektől bíróság és börtön működött egészen a nagy francia forradalomig. 1350 körül, II. János uralkodása alatt építették fel a Conciergerie északkeleti tornyát. Ennek falára 1370-ben került fel Párizs első köztéri órája, s ettől fogva Óratorony (Tour de l’Horloge) néven lett ismert (a ma látható időmérő eszköz, Germain Pilon munkája későbbi időszakból, 1585-ből származik).

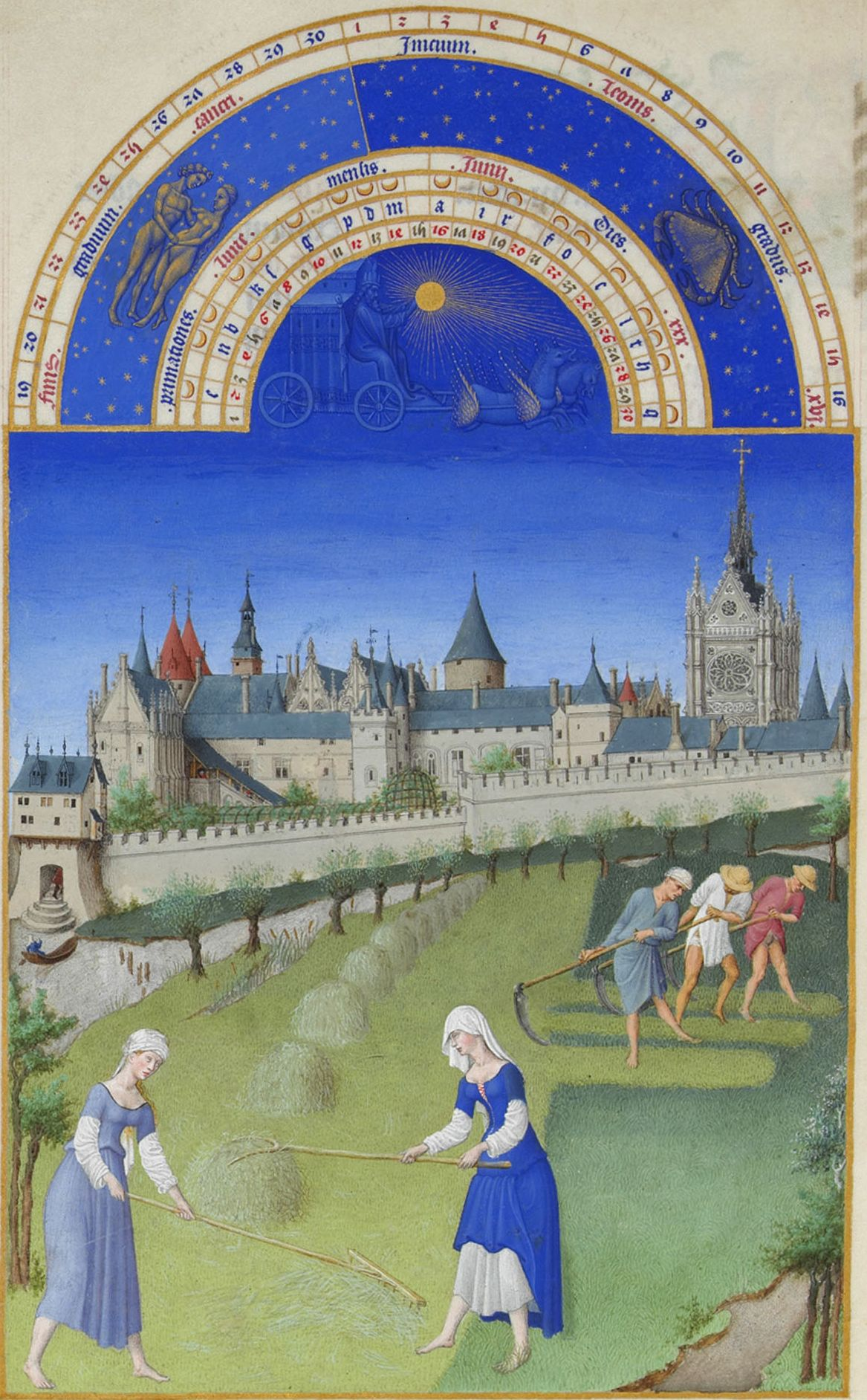
A Cité-palota a Szent Kápolnával a 15. század elején, ahogy Jean de Berry hóráskönyve ábrázolta

A gyarapodó város központi politikai szerepe mellett vallási jelentősége is növekedett az évszázadokkal. A Cité-sziget keleti végén a Lutetia alapítása utáni időkben egy római isteneknek (köztük Jupiternek) és Tiberius császárnak szentelt templom állt. Az elkövetkező évszázadokban ezt egy másik pogány templom váltotta fel, amelyet feltehetően Mithrász tiszteletére emeltek. Később, a 4. század közepén ennek helyén épült fel az első keresztény templom. A 6. század közepén ugyanitt az ókori római basilicák (tulajdonképpeni vásárcsarnokok) mintájára épült keresztény bazilika. A frank uralkodó, I. Childebert által építtetett, öthajós, előcsarnokkal (narthex) tagolt templom védőszentje Szent István vértanú volt. Emellett több kisebb, a szigeten álló templom létezéséről tudunk e korból (a Szűz Mária, Szent Genovéva és Szent Kristóf tiszteletére emelt istenházák ismertek), s a 9. században monostort is alapítottak a sziget délkeleti részén. A 13. század végén a Cité-sziget tizenkét parókiára oszlott, ami rendkívül élénk vallási életről tanúskodik, tekintetbe véve a sziget mainál is kisebb kiterjedését, valamint a Szajna két partján elterülő városrészek hasonló adatait (Észak-Párizsban tizenhárom, délen hét parókia működött).

### A Cité az újkorban: zsúfolt városközpont
A Cité-sziget központi szerepében a 14. században változás állt be. II. Fülöp Ágost és utódai a 13. század elejétől a Cité-palotában rendezték be párizsi udvartartásukat. A százéves háború során kivetett magas hadi adókat megsínylő párizsi polgárok azonban 1358-ban, II. János uralkodása alatt, Étienne Marcel kereskedő és városi elöljáró vezetésével fellázadtak és fegyverekkel támadták meg a királyi palotát. Felkelésüket hamar leverték ugyan, de János volt az utolsó francia király, akinek rezidenciájául a Cité-palota szolgált. Utódja, V. Károly már szívesebben tartózkodott az Hôtel Saint-Polban (mára elpusztult), illetve ekkor vette kezdetét a Louvre-kastély palotaegyüttessé alakításának históriája. A Cité-palota ezt követően a kincstárnak, a kancelláriának, a bíróságnak és a börtönnek adott otthont. A főúri paloták, templomok és lakóépületek mellett két közjóléti intézmény is működött a szigeten: déli részén a 651-ben Szent Landry által alapított Hôtel-Dieu kórház (nem azonos a mai épülettel), északon pedig egy lelencház állt. A Notre-Dame előtti, szabadon hagyott tér a templomi körmenetek és misztériumjátékok helyszíne volt, de itt állt a pellengér és a nyilvános vesztőhely is.

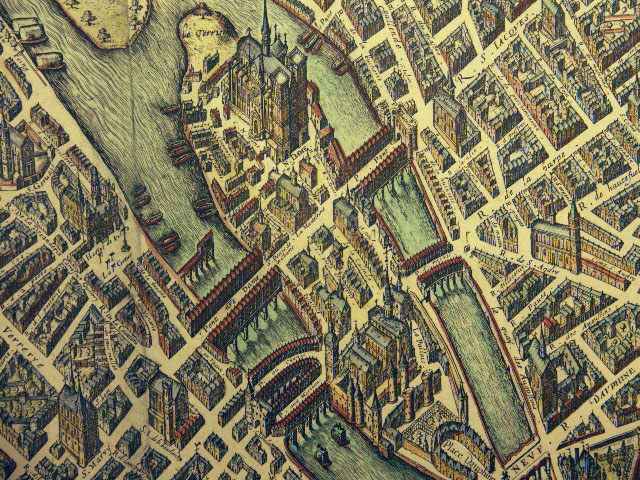
A Cité-sziget egy 1609-es, déli tájolású térképen

Ahogy arról korábban már esett szó, a Cité-szigetet az ókorban csupán egy-egy fahíd kötötte össze a Szajna két partjával. Ezek a legalkalmasabbnak bizonyult átkelőhelyeken épültek, s helyükön az eltelt évezredek során mindvégig állt híd: a sokszor és változatos formában újjáépített bal parti Kis híd (Petit-Pont), illetve a jobb parti Nagy híd (Grand-Pont, mai neve Notre-Dame híd). A 16. századig a hidak száma soha nem haladta meg az ötöt, ráadásul ezek egyike sem állt ellen hosszan az elemek erejének, s pár évtized elteltével újat kellett építeni a tűz, áradás vagy jégár által elpusztított korábbi híd helyén. A közép- és újkori Szajna-hidak funkciója nem merült ki a közlekedés szolgálatában, minden esetben lakóházak és üzletek is épültek rájuk. Az első kőhíd 1373-ban készült el a mai Szent Mihály híd (Pont Saint-Michel) helyén, ám ezt házaival együtt az 1408-as jégár elpusztította. A Notre-Dame hidat (Pont Notre-Dame) időről időre szintén elsodorták az áradások. Ez, valamint a szigetet a déli városrésszel összekötő Kis híd (Petit-Pont) a 15–16. század fordulóján épült újra kőből Giovanni Giocondo tervei alapján.

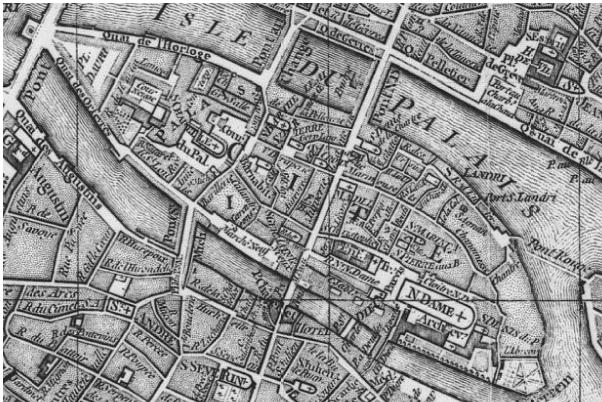
A Cité-sziget egy 1771-es térképen

III. Henrik egyik fontos városépítészeti törekvése volt a tágas közterek kialakítása Párizsban (többek között neki tulajdonítható a Marais negyedben található festői place des Vosges is). 1577-ben utasítást adott egy a sziget legnyugatibb pontját a Szajna mindkét partjával összekötő új híd felépítésére. Az Új híd (Pont Neuf) a vallásháborúk miatt csak 1607-re készült el. Ez ma Párizs legrégibb hídja, amelyhez a Cité településtörténete szempontjából fontos újítás is kötődött: ez volt a legelső olyan Szajna-híd, amelyre egyáltalán nem épültek házak. A két hídfő közötti, korábban lakóházakkal elfoglalt területen alakították ki 1607–1610 között az árkádsoros házakkal szegélyezett, háromszög alakú place Dauphine-t. Az 1840-es évekre már nyolc híddal rendelkezett a sziget: három-három az északi, illetve a déli parttal, az Új híd mindkét Szajna-parttal, a nyolcadik híd pedig a Szent Lajos-szigettel kötötte össze.
A középkor évszázadaitól kezdve egészen az 1850-es évekig a Cité-sziget középső területén, a paloták és a székesegyház közé ékelődve rendkívül szűk utcácskák futottak az egymásra zsúfolt házak, üzemek, üzletek, csapszékek, templomok és kápolnák sorai között. A kőalapú, faráépítéses házakat javarészt nyomorúságban tengődő, szegénysorú emberek lakták (életüket Balzac-, Hugo- és Sue-regények örökítették meg). A nehezen szellőző, rossz levegőjű városnegyedben gyakran pusztított járvány, lakói között általános volt a tuberkulózis, a 19. század eleji kolerajárvány pedig kiváltképp megtizedelte a Cité lakosságát. Jóllehet, történtek kísérletek a zsúfoltság megszüntetésére (lásd a place Dauphine példáját), ezek nem változtattak jelentősen a sziget településképén.

### A modern Cité: történelmi sétatér
A közhigiénés állapotok javítására tett első lépés a hidakra épült faszerkezetes házak lebontása volt 1764-ben (az eseményt Hubert Robert egyik 1786-ban készült festménye is megörökíti), ezek ugyanis lehetetlenné tették az egyébként is túlzsúfolt, szűk utcás, bűzös Cité természetes szellőzését.

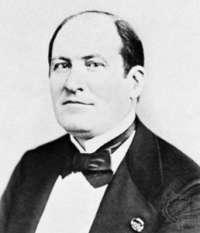
Haussmann báró portréja (1865 körül)

A valóban radikális változást, a Cité ma ismert képének kialakítását azonban csak a 19. század közepe hozta el. III. Napóleon és a kor nagy modernizátora, Haussmann báró grandiózus városrendezési terveinek megfelelően a Citéből egy elegáns történelmi negyedet kellett varázsolni, amely egyúttal szakrális jellegét (Notre-Dame) is megőrzi. A Notre-Dame és a Cité-palota közötti részt teljesen letarolták, s a rakpartokon sorakozó szegényes házak egész tömbjeit tették a földdel egyenlővé, hogy helyüket impozáns középületek foglalhassák el: a Rendőrprefektúra, az Igazságügyi palota, az újjáépített Hôtel-Dieu kórház és a Kereskedelmi Bíróság. Csupán a Notre-Dame északi szomszédságában álló bérházaknak és üzleteknek kegyelmeztek meg. Szellős terek kialakításáról is gondoskodtak: a Notre-Dame előtti tér a korábbi hatszorosára növekedett, a székesegyházat délről és keletről parkosított sétaterek övezték, és ekkor alakították ki a rendszeres virág- és madárpiacnak helyet adó place Louis-Lépine-t is.
E munkálatok egyik következményeként az 1850-ben még 15 ezer lakosú Cité-szigeten 1870-ben már csak 5 ezren éltek. A tereprendezés áldozatául esett többek között tizenhat templom is, amiért a kortársak vandalizmusnak minősítették Haussmann ténykedését. A változást megütközéssel fogadó költő, Charles Baudelaire így kommentálta az eseményeket: „A régi Párizs nincs többé!” („Le vieux Paris n’est plus!”). Napjainkban csupán a sziget legnyugatibb csücskén és az északkeleten meghagyott városrészben sorakoznak lakóházak.

## Látnivalók
Az alábbiakban a Cité-sziget főbb látnivalóinak rövid története és leírása olvasható, keletről nyugati irányba haladva.

### Deportált vértanúk emlékműve (Mémorial des martyrs de la déportation)
A Cité-sziget délkeleti szegletében, a square de l’Île-de-France-on álló emlékmű Georges-Henri Pingusson 1961–1962 között elkészült alkotása, amely a második világháború során elhurcolt és táborokban meghalt 200 ezer franciának állít emléket. Nem egyszerűen emlékjel a talajszint alá süllyesztett, hatalmas betonfalakkal elzárt, csak az ég és a Szajna felé nyitott építmény, hanem sírhely is. Lépcsősor vezet le a kriptába, ahol a táborokban elhunyt, azonosított franciák neveit felvonultató csarnok fogadja a látogatót. Az innen nyíló kamrákban koncentrációs táborokból ideszállított földet és emberi maradványokat helyeztek el. Az emlékmű hossztengelyében húzódó folyosót 200 ezer kvarclámpa világítja be.

### Történelmi városrész
A Notre-Dame északi előterében, a rue d’Arcole-tól keletre elterülő, középkori eredetű városrész megmenekült a 19. század közepi városrendezéssel járó, tervszerű pusztítástól. Jóllehet, az eltelt másfél évszázad sok változást hozott ezen a területen is, az ember a kanyargós utcákat járva mégis képet alkothat a középkori Cité-sziget szerkezetéről és városképéről. Eredetileg itt terült el a Notre-Dame-székesegyház monostora, amelyről ma már csak két 16. századi kanonoki ház tanúskodik a rue Chanoinesse 22. és 24. szám alatt. A rue Massillon 8. szám alatt található a Notre-Dame 1455-ben alapított kórusiskolájának 1740-ből származó épülete, amelynek figyelemre méltó portikuszos-kocsifelhajtós főbejárata. Néhány, némileg átalakított középkori lakóház található a rue des Ursins-en.
Külön is érdemes megemlíteni a Cité-sziget egyetlen szakrális épületét, amely – természetesen a Notre-Dame és a Szent Kápolna mellett – megmenekült a 19. századi pusztulástól. A rue des Ursins 19. szám alatt található román stílusú Szent Aignan-kápolna (Chapelle Saint-Aignan) a Notre-Dame főesperese, Étienne de Garland személyes használatára épült 1115–1118 között. A Saint-Germain-des-Prés-templom után ez Párizs második legrégebbi fennmaradt egyházi emléke. Szentélye elpusztult, de főhajójának két boltszakasza sértetlenül fennmaradt. Bordás boltozata kompozit oszlopokon nyugszik, amelyek fejezetén a román kori épületszobrászat ritka példái, szokatlan faragványok maradtak fenn: liliomok, oroszlánok, akantuszlevelek és mesebeli lények.

### Notre-Dame-székesegyház (Cathédrale Notre-Dame de Paris)

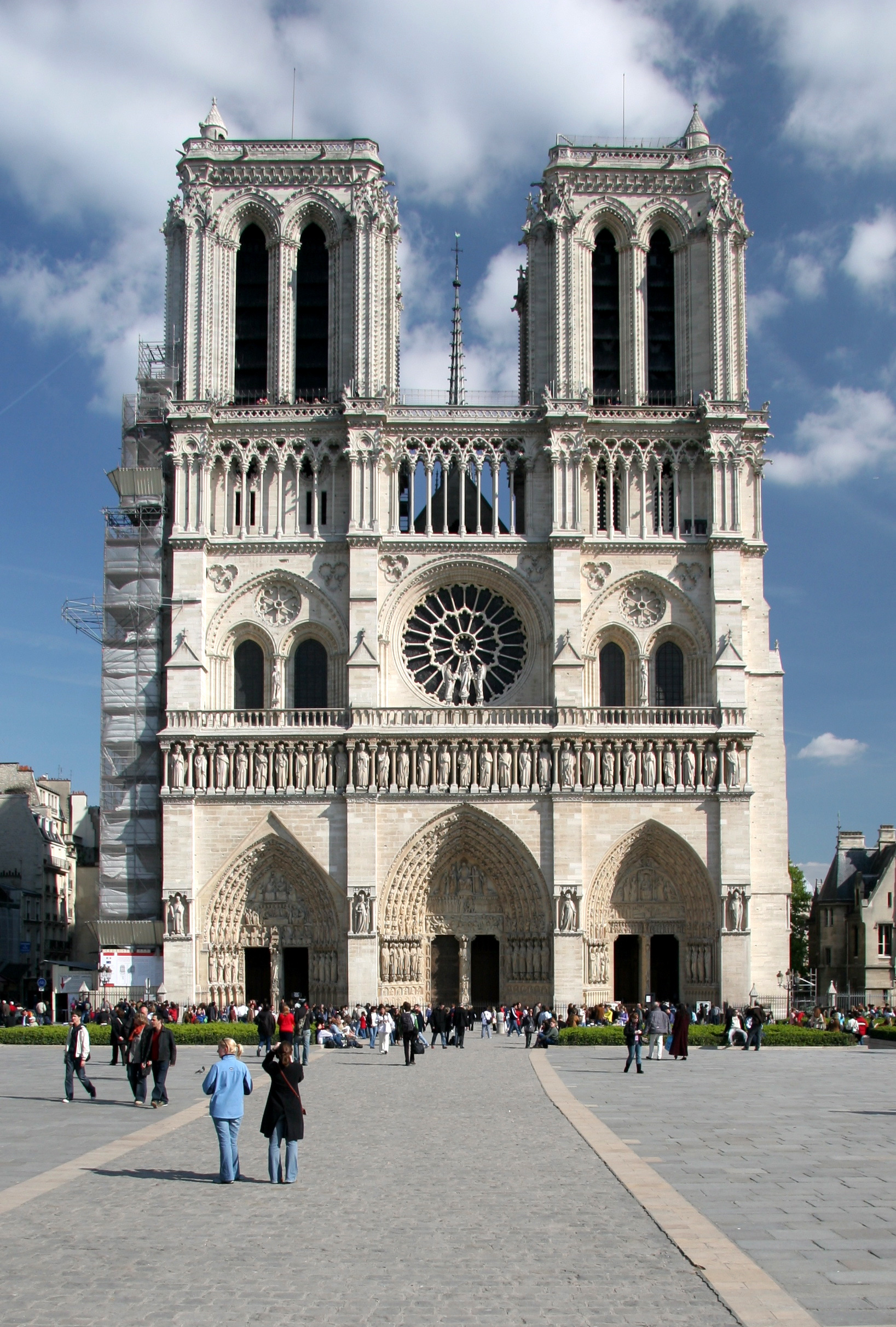
A Notre-Dame-székesegyház nyugati homlokzata

A Notre-Dame a francia főváros egyik legfontosabb történeti emléke, impozáns egyházi épülete, amely 9 ezer ember befogadására alkalmas. Nem a legkorábbi, ma is álló párizsi istenháza, de évszázadokon átívelő szakrális jelentőségének, monumentális méreteinek és az érett gótikát képviselő építészeti arculatának köszönhetően a város egyik jelképe. Helyén már évszázadokkal korábban is pogány, majd kora keresztény templomok álltak, amikor 1160-ban Párizs püspöke, Maurice de Sully eltökélte, hogy a Szent István vértanú székesegyház helyén hatalmas templomot építenek. A történetírás hagyományosan 1163-ra teszi a Notre-Dame építésének megkezdését, de a munkálatok feltételezhetően már az előző években megindulhattak. Az impozáns székesegyház építése a kor mértéke szerint rendkívül gyorsan haladt: az 1170-es évekre már állt az apszis, a kórus, és részben a kereszthajók is (a keleti oldalon, a szentély felől indult ugyanis a munka), s 1182-ben felszentelték a főoltárt. Az 1200-as években – még mielőtt befejeződött volna a főhajó építése – máris a nyugati főhomlokzat kialakításába fogtak. Ekkorra datálódnak a térre tekintő homlokzat ma is jól ismert szerkezeti és épületszobrászati elemei, mint a bélletes kapuk egy része, a júdeai királyok szoborgalériája, illetve a Szűz erkélye a rózsaablakkal. Az 1220-as években már a tornyok építése is megkezdődött, sőt, az építők belefogtak a meglévő oromzatok és tetőszerkezet átalakításába is. A csúcsíves árkádsorral övezett tornyok 1245-re készültek el, pontosabban azóta is befejezetlenül, toronysisak nélkül állnak. Ezt követően került sor a főhajó és az oldalkápolnák felépítésére, illetve a kereszthajók új homlokzatának és a hatalmas rózsaablakoknak a kialakítására. Mindez az 1345 körüli évekig elhúzódott.
Az ezt követő évszázadokban a Notre-Dame egészen a 18. századig őrizte eredeti, középkori arculatát. Jóllehet, állapota egyre siralmasabb volt és a székesegyház pusztulásával lehetett számolni. A 18. században történt több kisebb, vandalizmussal felérő „átalakítás”, a király építészei és a forradalmárok kezétől egyaránt: a berendezést eltávolították, a falakat bemázolták, a főbejáratot kiszélesítették, a rózsaablakok helyére közönséges üvegablakok kerültek, majd 1789 után a szobrokat is elpusztították. Az 1840-es években – nem kis részben Hugo A párizsi Notre-Dame című könyve népszerűsége nyomán –, Jean-Baptiste-Antoine Lassus, majd Eugène Viollet-le-Duc tervei alapján kezdetét vette a székesegyház felújítása. A húsz éven keresztül tartó munkálatok során megerősítették a székesegyház szerkezetét, és visszaadták eredeti, középkori arculatát. A korábbi évszázad barbár átalakításainak és rombolásainak nyomai eltűntek. Az elpusztított – vagy éppen sosemvolt – épületszobrok helyére korhű kőfaragványok és ornamensek kerültek úgy, hogy a Notre-Dame arculata egységes és hitelesen archaikus maradt. A mai szemlélő számára is meglepetés, hogy a Notre-Dame vízköpői és kimérái, vagy az apostolszobrokkal övezett huszártorony nem a középkor termékei, hanem Viollet-le-Duc invenciózus, egyszersmind stílushű elgondolásait dicsérik. A templombelső is hatalmas átalakuláson esett át: helyreállították a karzatot, a szentélykörüljáró és a kórus berendezéseit.

### Hôtel-Dieu

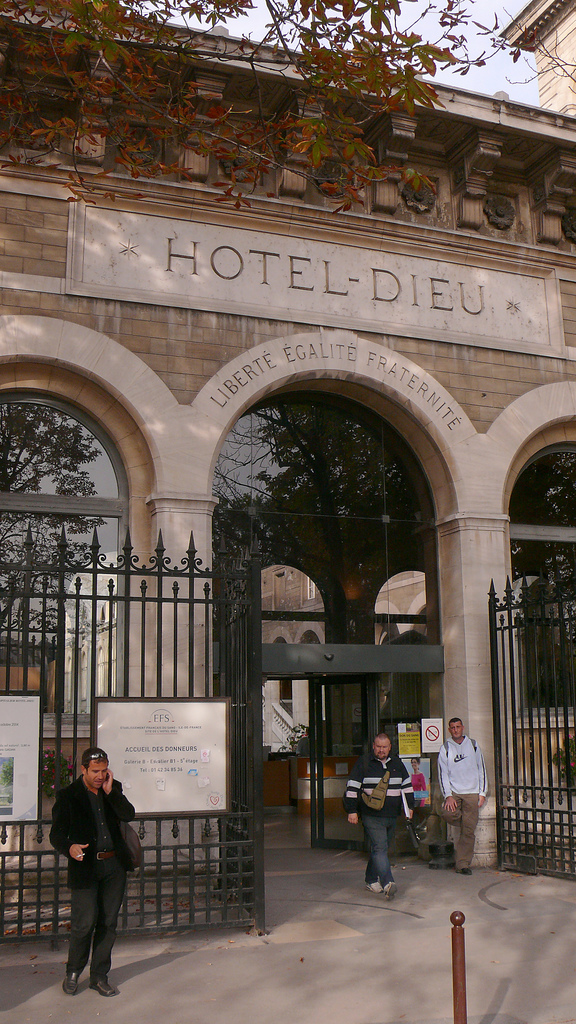
Az Hôtel-Dieu déli főbejárata

A Cité-sziget kórházát, az Hôtel-Dieu-t 651-ben Szent Landry alapította a sziget déli peremén, a későbbi Notre-Dame-székesegyház előtti téren. A középkori eredetű, szűkös és funkciójának kevéssé megfelelő, a 12. századból származó kórházépületet a 19. század közepén végzett városrendezési munkálatok során lebontották, és helyét pár száz méterrel északabbra jelölték ki, hogy ezzel is tágasabbá tegyék a Notre-Dame előtti teret. Az új Hôtel-Dieu Arthur-Stanislas Diet és Émile Jacques Gilbert tervei alapján 1867 és 1877 között épült fel klasszicista stílusban. A központi elhelyezkedésű kápolna és a rendkívül tágas kerengő köré emelt épületszárnyak impozáns látványt nyújtanak.

### Rendőrprefektúra (Préfecture de police)
Az egykori baromfipiac helyén, a Notre-Dame-mal szemközt, a rue de la Cité túloldalán magasodó épület 1862–1865 között készült el Victor Calliat tervei szerint. Építészeti szempontból nem különösebben kimagasló alkotás, csupán a keleti főhomlokzat kapuzata érdemel figyelmet. Eredetileg a Köztársasági Gárda laktanyája volt. A párizsi rendőrség 1871-ben költözött be az épületbe, miután a kommün során az Igazságügyi Palota egyik szárnyában elhelyezett hivatali helyiségeik kiégtek. A második világháború idején, 1944. augusztus 19-étől egyik fő helyszíne volt a német megszállók ellen fellázadt párizsi rendőrök és a náci katonák közötti véres csatának. A Rendőrprefektúra épületét négy napon át ostromló németek végül menekülni kényszerültek a szövetségesek által körülzárt Párizsból, 280 halott francia rendőrt hagyva maguk után. Az épületen ütött golyónyomok némelyike ma is látható.

### Kereskedelmi Bíróság (Tribunal de commerce)
Szintén a Haussmann báró által irányított városrendezési munkálatok szülötte. A francia Kereskedelmi Bíróság korábban a II. kerületi Tőzsdepalotában székelt, egyfelől azonban a hely szűkössége nem tette lehetővé a megsokasodó esetek tárgyalását, másfelől Haussmann részéről nagyon is tudatos döntés volt a végrehajtó testületek egy területre való koncentrálása. Ezért épült fel 1860–1865 között az új, eklektikus székház a Cité-szigeten, az Igazságügyi palotával szemközt, Antoine-Nicolas Bailly tervei alapján. Az épület városképileg is hangsúlyos elem: az északi partról messzebbről is látható és jól beazonosítható. E városképi szempontnak lett áldozata a székház szimmetriája: a gazdagon díszített kupola ugyanis nem az épület középpontjában lett elhelyezve, hanem úgy, hogy a hosszan elnyúló Boulevard de Sébastopol tengelyében magasodjon. A kupola elhelyezkedéséhez igazították a nyugati homlokzatot, így az aszimmetria a Boulevard du Palais felől nem, csupán az északi és a déli oldalról észrevehető.

### Igazságügyi Palota (Palais de justice)
Azon a helyen, ahol a római időkben a kormányzó palotája, majd később a kora középkori Meroving-királyok székhelye állt, II. Fülöp Ágost (1180–1223) kibővíttette az épületet, amely egészen a 14. század közepéig maradt a francia királyok palotája. Unokája, IX. (Szent) Lajos (1226–1270) megnagyobbíttatta az épületegyüttest. Ő építtette a híres Sainte-Chapelle-t (Szent Kápolna) is. Az idők folyamán bekövetkezett pusztítások és tűzvészek számos át- és újjáépítést tettek szükségessé a palotán, aminek következtében a 20. századra meglehetősen vegyes építészeti stílusú komplexum jött létre. Az építmény, a mai Igazságügyi Palota, leginkább figyelemre méltó elemei a komoran méltóságteljes 18. századi főhomlokzat és a Cour de Mai-t határoló díszes kerítés XVI. Lajos korának stílusában. Miután a királyi udvar biztonsági okokból visszahúzódott a szigetről a jobb parti Louvre-ba, a 14. század második felében a kincstár, a kancellária, a bíróság és a királyi börtön rendezkedett be a megüresedett rezidenciában. A Sainte-Chapelle és a Conciergerie a középkori királyi vár legrégibb fennmaradt része.

### Szent Kápolna (Sainte-Chapelle)
A valahai Cité-palota tömbjét az 1241–1248 között épített, gótikus Szent Kápolna (Sainte-Chapelle) karcsú tömege koronázza. IX. Lajos rendelte el a Szent Miklós-kápolna (Chapelle Saint-Nicolas) lerombolását, és egy impozáns kápolna felépítését, hogy méltó elhelyezést biztosítson a Krisztus töviskoronájának vélt, 1239-ben a Bizánci Birodalomból Párizsba került ereklye számára. A Szent Kápolna gyorsan felépült, s ma is őrzi eredeti arculatát, jóllehet 1836 és 1863 között átalakításokkal járó felújításon esett át. Oldalkápolnái, bejáratai, oromzata és huszártornya rendkívül díszesek, a belső megvilágítást karcsú támpillérekkel tagolt csúcsíves ólomüveg ablakok biztosítják. Két emeleti részre tagolódik, a hatalmas belmagasságú – korábban a királyi család és a kiváltságosok által használt – felső, illetve a köznép számára is nyilvános alsó kápolnára.

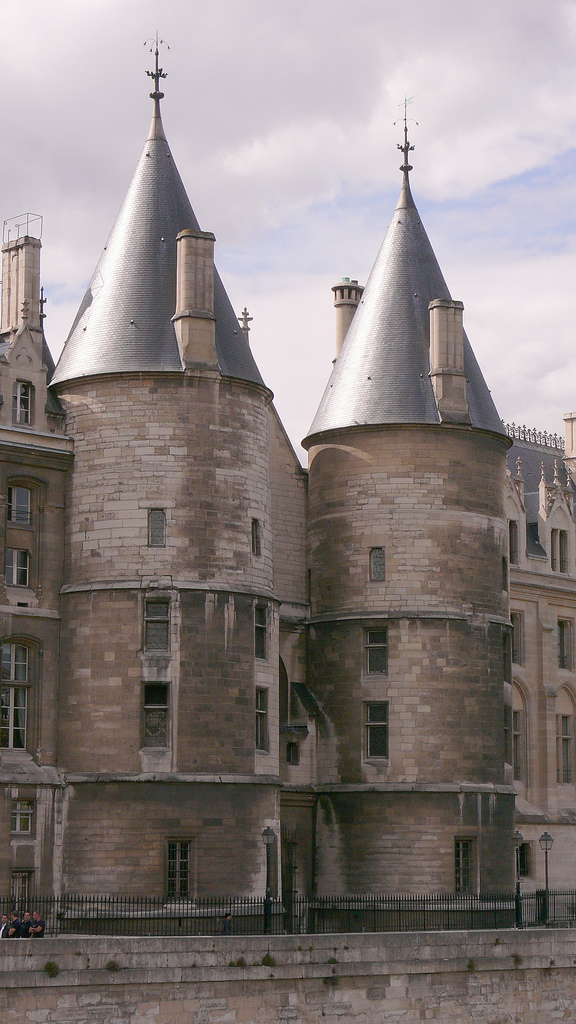
A Conciergerie részlete a Caesar- és az Ezüsttoronnyal

### Conciergerie
A Conciergerie a Szent Kápolna mellett a hajdanvolt Cité-palota legrégebbi része, annak voltaképpen északi, Szajna-parti épületszárnya. A ma látható négy torony közül elsőként a legnyugatibb, a Bonbec-torony (tour Bonbec) épült fel a 13. század közepén, IX. Lajos uralkodása alatt. Az 1280-as években IV. Fülöp adott utasítást a királyi család lakosztályait és az őrség körleteit is magában foglaló palotarész felépíttetésére. A Bonbec-toronytól keleti irányba húzódó, gótikus stílusú Conciergerie az 1310-es évekre épült fel, amelynek középső részét két ikertorony, az Ezüst- és a Caesar-torony tagolta (tour d’Argent, illetve tour de César). A tornyoknál két impozáns nagytermet alakítottak ki: a földszinten a palotaőrség lakhelyéül szolgáló, ma is eredeti állapotát őrző Fegyveresek termét (salle des Gens d’armes), az emeleti részen pedig a király törvénynapjainak és fogadásainak helyet adó, a századok során többször leégett Nagytermet (Grand-Salle). A Conciergerie keleti kiszögellésénél II. János utasítására 1350 körül épült fel az Óratorony (tour de l’Horloge), amelynek falán 1370-ben helyezték el az első párizsi köztéri óraszerkezetet.
A francia uralkodók az Étienne Marcel vezette 1358-as lázadást követően kiköltöztek a Cité-palotából, s a 14. század végétől a Conciergerie falai között bíróság és börtön működött. Az Ancien régime-ben itt ülésezett az igazságszolgáltatási hatóság, a Párizsi Parlament (Parlement de Paris), majd a francia forradalom alatt a Forradalmi Törvényszék. Az 1789 utáni években ezrek fordultak meg és vártak kivégzésükre a hírhedt börtönben, köztük Mária Antónia, Danton és Robespierre. A 19. század második felében historizáló stílusban némileg átalakították a Conciergerie-t, és keleti részében a Legfelsőbb Bíróságot, nyugati szárnyában a Fellebbviteli Bíróságot helyezték el. Az épület ma is birósági hivataloknak ad otthont.

### Új híd (Pont Neuf) és place Dauphine
III. Henrik 1577-ben felismerte, hogy a rendelkezésre álló Szajna-hidak nem képesek hatékonyan ellátni a Cité-sziget és a parti városrészek közti közlekedést, ezért elrendelte, hogy a sziget nyugati csücskén vezessen át egy az északi és déli városrészt a Citével összekötő kőhíd. Baptiste Androuet du Cerceau, Pierre des Illes és Thibault Métezeau már 1578-ban elkészítették tervüket, amely a vallásháborúk miatt csak IV. Henrik uralkodása alatt, 1607-ben válhatott valóra. Nem alkalmazták koruk itáliai hídépítészetének klasszicizáló újításait, s az Új híd már felépültekor is konzervatívnak hatott a középkort idéző formavilágával és ornamentikájával. Az erőteljes támpillérekkel tagolt masszív kőhíd tizenkét félköríves ívezettel rendelkezik, a legszélesebb hídnyílás eléri a 19,4 métert. A pilléreket toronyszerű tagozatok emelik ki a homlokívek síkjából, s mindkét oldalon szakállas férfifejek groteszk szobrai sorakoznak a híd teljes hosszában. IV. Henrik parancsára az Új híd lett az első olyan párizsi híd, amelyre a középkor szokásaival ellentétben nem épülhettek sem lakóházak, sem üzletek. Az Új híd ma is eredeti formájában látható, az eltelt évszázadok egyetlen változtatása a korábban púpos hátú híd pályatestének vízszintessé tétele volt.
A híd elkészültekor IV. Henrik a két Cité-szigeti hídfő közötti terület rendezésére utasította udvari építészét, Louis Métezeau-t. Az a cél lebegett a szeme előtt, hogy a Louvre királyi palotájától kelet felé tekintve ne a középkori, hanem egy korszerű, klasszicizáló Cité-sziget látványában lehessen gyönyörködni. Métezeau tervei szerint 1610-ig lerombolták a korábban itt álló, nyomorúságos házakat, és helyükön felépült a háromszög alakú place Dauphine, harminckét egyforma homlokzatú, árkádos lakóházzal. Ennek déli szögletében állították fel Franciaország első lovas szobrát, amely magát az uralkodót, IV. Henriket ábrázolja. A ma az Új hídnál álló szobor nem korabeli: a 19. században készült, felváltva a nagy francia forradalom során megsemmisített korábbi szobrot. 1872-ben a háromszög oldalát alkotó házsorokat lebontották, s mára csupán a hajdani háromszög északnyugati csúcsában álló két lakóház alapján alkothatunk fogalmat az egykori place Dauphine-ról.